# Caserma Salvo D’Acquisto

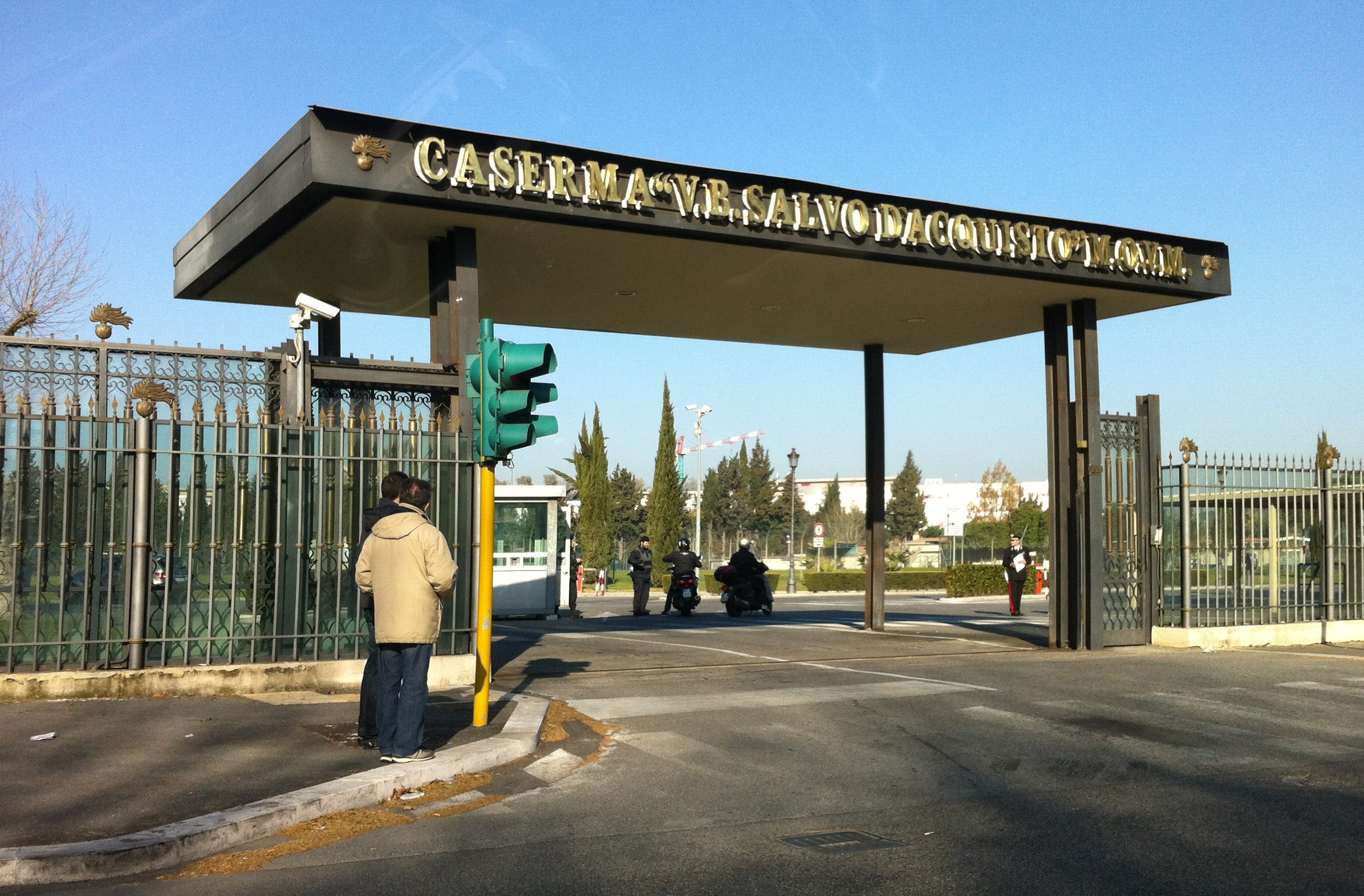
Haupttor am Viale Tor di Quinto

Die Caserma Salvo D’Acquisto ist eine Kasernenanlage der Carabinieri im Norden der italienischen Hauptstadt Rom. Sie befindet sich rund einen Kilometer nordöstlich der Milvischen Brücke im Stadtteil Tor di Quinto in einem Flussbogen des Tiber. Benannt ist die Kaserne nach dem Carabinieri-Unteroffizier Salvo D’Acquisto, der 1943 sein Leben für 22 Zivilisten gab, die von der SS erschossen werden sollten.

## Geschichte
Bis Mitte des 20. Jahrhunderts endete das zusammenhängende Stadtgebiet Roms an der Milvischen Brücke. Tor di Quinto war lange Zeit landwirtschaftlich geprägt. Im Jahr 1891 wählte man das Gebiet für den Aufbau einer Außenstelle der Kavallerieschule Pinerolo aus, deren Standort in Norditalien lange als wenig zweckmäßig beurteilt worden war. Den Aufbau der Außenstelle in Tor di Quinto leitete der Kavallerieoffizier Luciano del Gallo di Roccagiovine. Ein bekannter Absolvent dieser ersten Periode war Federico Caprilli. Der Vater der Springreiter Piero und Raimondo D’Inzeo war in Tor di Quinto Unteroffizier und Ausbilder.
Die Kavallerieschule umfasste seinerzeit das Gebiet im genannten Flussbogen einschließlich des Fleming-Hügels im Nordwesten. Dort entstanden unter anderem eine Kavalleriekaserne, ein Schießplatz und ein Hippodrom. Neben der Kavallerieschule wurden dort bis zum Zweiten Weltkrieg auch Kavallerieregimenter einquartiert. Ab 1946 baute man in Tor di Quinto die Schule als „Panzerkavallerieschule“ wieder auf, die dann 1951 nach Caserta verlegt wurde. Die Kavalleriekaserne in Tor di Quinto (Caserma Sabatini) wurde dafür dauerhaft Standort des Kavallerieregiments Lancieri di Montebello, dem man auch die sonstigen Anlagen der ehemaligen Kavallerieschule unterstellte. Einen Bereich im Westen des Standorts überließ man den Carabinieri, die dort Anfang der 1980er Jahre eine moderne, nach Salvo D’Acquisto benannte Kasernenanlage errichteten. Hinzu kamen Einrichtungen der Marine.

## Nutzung
Die Caserma Salvo D’Acquisto ist heute eine der größten Kasernen der Carabinieri. Folgende Dienststellen und Verbände sind dort derzeit untergebracht:
- das Kommando mobile und spezielle Verbände „Palidoro“
- das zentrale Personalauswahlzentrum der Carabinieri
- das Kommando des kriminaltechnischen Dienstes (RaCIS)
- die kriminaltechnische Einheit Rom (RIS Roma)
- das 4. Carabinieri-Regiment zu Pferde
- das 8. Bereitschaftspolizei-Regiment „Lazio“